# سيرجيو غاميز
سيرجيو غاميز (بالإسبانية: Sergio Gámiz)‏ هو لاعب كرة قدم إسباني في مركز الوسط، ولد في 26 فبراير 1978 في فيتوريا-غاستيز في إسبانيا. لعب مع أوريرا فيتوريا وبونفيرادينا وديبورتيفو ألافيس ونادي ألكويانو ونادي بادالونا ونادي بطليوس ونادي ليغانيس ونادي ميرانديس.